# Saint-Crépin, Charente-Maritime
Saint-Crépin là một xã ở tỉnh Charente-Maritime thuộc vùng Nouvelle-Aquitaine tây nam nước Pháp.

## Dân số
| Năm  | Dân số | Density |
| ---- | ------ | ------- |
| 1962 | 216    | -       |
| 1968 | 247    | -       |
| 1975 | 235    | -       |
| 1982 | 226    | -       |
| 1990 | 237    | -       |
| 1999 | 217    | 15/km²  |

- Xã của tỉnh Charente-Maritime